# Psychotria lolokiensis
Psychotria lolokiensis är en måreväxtart som beskrevs av Spencer Le Marchant Moore. Psychotria lolokiensis ingår i släktet Psychotria och familjen måreväxter. Inga underarter finns listade i Catalogue of Life.